# هشام زمان
هشام زمان (۱۹۷۵-) فیلمساز کرد-نروژی است. زمان دانش‌آموخته مدرسه فیلم نروژ در لیلهامر در سال ۲۰۰۴ است. وی تاکنون چندین فیلم کوتاه ساخته و جوایز زیادی را نیز نصیب خود ساخته است. معروف‌ترین فیلم وی باوکه (پدر) است که بیش از ۲۰ جایزه ملی و بین‌المللی را از آن خود کرده‌است.

## آثار
- ۲۰۰۳- پل
- ۲۰۰۴- سقف
- ۲۰۰۵- باوکه
- ۲۰۰۷- سرزمین زمستانی
- ۲۰۰۹- اروپا
- ۲۰۱۳- پیش از بارش برف

## جوایز
- جایزه بهترین فیلم جهان عرب در بخش افق‌های نو، برای فیلم پیش از بارش برف، از جشنواره فیلم ابوظبی، ۲۰۱۳.[۲]